# Лудмила Фрајт
Лудмила Фрајт удата Франовић (češ. Ludmila Frajtová, provd. Franovićová, Београд, 31. децембар 1919 — Београд, 14. март 1999) била је српска композиторка чешког порекла, импресиониста. Компоновала је хорска, оркестарска и камерна дела, музику за филмове и радио-драме, електро-акустичка остварења, као и музику за децу. За свој рад у области стваралаштва за децу освојила је више награда.

## Биографија
Лудмила (Лида) Фрајт потиче из музичке породице. Њен отац Јован (Јан) Фрајт, рођен 1882. у Плзену (данашња Чешка Република), настанио се 1903. године у Србији, где је развио свестрану делатност као виолиниста, оргуљаш, диригент, композитор и музички издавач. У Београду је основао и водио издавачку кућу Edition Frajt, коју је након његове смрти 1938. године преузео његов син Стеван, такође музичар.
Прва знања о музици Фрајтова је стицала у породичном кругу, затим је похађала Музичку школу у Београду где јој је један од професора био Јосип Славенски, а 1938. године је уписала студије композиције на тада новооснованој Музичкој академији (данас Факултет музичке уметности у Београду), у класи Милоја Милојевића. Њено школовање прекинуло је избијање Другог светског рата. Студије је наставила после ослобођења; међутим, пошто је Милојевић преминуо 1946. године, дипломирала је у класи Јосипа Славенског, као прва жена-дипломац одсека за композицију (за разлику од десет година старије Љубице Марић, која се школовала у Прагу).
Поред професионалне повезаности, Фрајтову је са Славенским спајало и блиско пријатељство, „озваничено“ тиме што су он и његова супруга Милана Илић били кумови на венчању Лудмиле Фрајт и Мила Франовића. Нажалост, Франовић је погинуо на Сремском фронту, након свега три године брака, а после ове трагедије, композиторка се више није удавала.
Од 1944. до 1945. Лудмила Фрајт је водила дечји хор пионирског позоришта у Београду, а од 1946. до 1952. године је руководила музичким одељењем Авала Филма, затим је од 1952. до 1958. била заменик главног уредника музичког програма Радио Београда, да би од 1958. до пензионисања 1972. деловала као секретар музичке комисије Југословенске Радио-Телевизије (ЈРТ) у Београду. Поред компоновања, бавила се мелографским радом, а била је и колекционар архаичних народних инструмената.
Преминула је у Београду у 80. години живота.

## Стил
Композиторски исказ Лудмиле Фрајт у почетку се испољава као особени спој француског, импресионистичког звучног рафинмана и потребе – препознате и култивисане током студија код Милојевића и Славенског – за проницањем у најдубље слојеве фолклорног стваралаштва. Уместо да се приклони канону утилитарне или едукативно-доктринарне соцреалистичке музике, Лудмила Фрајт је у првим послератним годинама пронашла свој стваралачки пут интензивно проучавајући српски фолклор. Међутим, у својим композицијама није значајније користила цитате.
Током шездесетих и седамдесетих година 20. века Фрајтова је усвојила композиционе поступке авангарде провенијенције – алеаторику, „отвореност“ дела, мултимедијалност, које је прожела са својим већ афирмисаним интересовањем за фолклор, ритуал, искон. Уочљива је и склоност композиторке ка необичном, квази-архаичном звучном колориту и натуралистичким ефектима, те Фрајтова користи инструменте попут народних свирала, сребрних кашичица и дечјих играчака.
Лудмила Фрајт се може сматрати пионирком женског писма у српској музици, јер су типичне карактеристике њеног музичког „говора“ камерност, лиричност, суптилност и префињеност, испољене како у избору жанрова и извођачких ансамбала, тако и у композиционом поступку. Поред тога, уочљива је њена фасцинација женским гласом (солистичким или у оквиру хорског медија), као и компоновање „женских“ вокалних жанрова као што су успаванка и тужбалица.

## Значајна дела
- 1953-65. Пет прелида за харфу
- 1965. Необични свирач, симфонијска прича за децу на текст Десанке Максимовић
- 1966. Свирач и птице, рапсодија за кларинет и оркестар
- 1967. Астероиди, електроакустичка музика
- 1969. Песме растанка за мешовити хор, на стихове печалбара са Косова
- 1970. Песме ноћи, кантата за женски хор и камерни оркестар, на властите стихове
- 1971. Успаванка за сопран и дечје играчке
- 1972. Сребрни звуци за гудачки квартет и сребрне кашичице
- 1973. Тужбалица за женски хор
- 1974. Да падне дажд и Крес за мешовити хор, на стихове народне поезије
- 1975. Еклога за дувачки квинтет, гудаче и удараљке
- 1975. Ноктурно, електроакустичка музика
- 1979. Фигуре у покрету, електроакустичка музика
- 1981. Звона за мешовити хор и траку, на стихове Звонимира Бркића
- 1982. Музика за 13 гудача